# 6543 Senna
A 6543 Senna (ideiglenes jelöléssel 1985 TP3) a Naprendszer kisbolygóövében található aszteroida. Carolyn Shoemaker,  Eugene Merle Shoemaker fedezte fel 1985. október 11-én.